# Delosperma reynoldsii
Delosperma reynoldsii là một loài thực vật có hoa trong họ Phiên hạnh. Loài này được Lavis mô tả khoa học đầu tiên năm 1967.